# Kwan Tei Ho
Kwan Tei Ho (kinesiska: 軍地河, 军地河) är ett vattendrag i Hongkong (Kina). Det ligger i den norra delen av Hongkong.